# 二平壮悟
二平 壮悟（にひら しょうご、1994年2月24日 - ）は日本の俳優。埼玉県出身。身長180cm。体重55kg。足のサイズ27.5cm。所属事務所はエナエンターテイメント。

## 人物
- 特技はハンドボール。[1]
- 趣味はボカロ、アニメ鑑賞、美容研究。[1]
- エナエンターテイメントがプロデュースする花の擬人化プロジェクト「華男-kanan-」のメンバー。担当は椿（つばき）。

## 出演

### テレビ
- 関ジャニの仕分け∞（2011年12月3日、テレビ朝日）
- 元彼の遺言状 第3話（2022年4月25日、フジテレビ）

### 舞台
- 虹色サラウンド（2012年8月4日 - 6日、シアター風姿花伝）
- 再演版「男おいらん」（2013年8月22日 - 9月1日、笹塚ファクトリー）
- 珈琲喫茶〜SUGAR&BITTER〜（2014年2月4日 - 9日、秋葉原アトリエ「ACT&B」）
- 新演出版「男おいらん」（2014年3月26日 - 30日、笹塚ファクトリー）
- 新演出版「男おいらん」名古屋公演（2014年5月2日 - 3日、名古屋市中村文化小劇場）
- 人狼の王子様2ndSeason（2014年4月29日 - 5月11日、上野ストアハウス）
- LIFE 〜空を見よう、星を見よう〜（2014年5月28日 - 6月2日、両国Air studio）
- MOGURAYA（2014年9月20日 - 23日、戸野廣浩司記念劇場）
- ドドスカドン（2014年10月29日 - 11月3日、シアターブラッツ）
- ナイゲン（2015年4月23日 - 26日、新宿シアター・ミラクル）
- 三ツ星に願いを!（2015年7月8日 - 12日、俳優座劇場）
- 負けんな漫研!（2015年10月30日 - 11月3日、新宿村LIVE）
- 「のぶニャがの野望」シリーズ
  - このニャかに人猫がいるニャ（2015年12月16日 - 23日、俳優座劇場）　- シャルトび佐助 役
  - 幸村と五輪の剣（2016年2月3日 - 7日、全労済ホール スペース・ゼロ）　- ニャっとり半蔵 役
  - ねこ軍議〜飼い猫はどいつニャ?（2016年3月1日 - 6日、笹塚ファクトリー）　- シャルトび佐助 役
- Justice for（2016年4月7日 - 13日、d-倉庫）　- 主演・グレイ 役
- いなくなれ、群青（2016年6月22日 - 26日、LIVESTAGE hodgepodge）　- 佐々岡 役
- 惡の華（2016年7月27日 - 7月31日、浅草六区ゆめまち劇場）
- 鬼斬-the Powerful Performance-（2016年11月23日 - 27日、シアターサンモール）　- ミロク 役
- ミュージカル忍たま乱太郎第8弾再演『がんばれ五年生!技あり、術あり、初忍務!!』（2017年6月16日 - 7月23日、サンシャイン劇場 他）　- 立花仙蔵 役
- おおばかもの〜みにくいアヒルのプリンシパル〜（2017年11月8日 - 12日、草月ホール）　- 森田孝文 役
- 舞台ハンドシェイカー（2018年1月24日 - 28日、CBGKシブゲキ!!）　- ハヤテ 役
- 朗読劇「二階堂優の事件簿〜アフロディーテの薔薇〜」（2023年11月16日 - 19日、シアター代官山）[2]

### ドラマCD
- 活恋高校☆探偵部（2016年）　- 森創 役